# 신법학주보

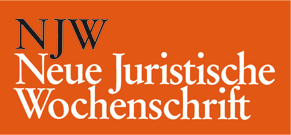
신법학주보의 로고

신 법학주보(Die Neue Juristische Wochenschrift, NJW)는 독일의 법학 전문 잡지이다. 법학 실무가(변호사, 공증인 등)에게 가장 중요한 법학 잡지이다. 독자수는 약 십만명에 이를 것으로 추산된다. 현재 약 51, 000부가 출판되고 있다.
법학주보(Die Juristische Wochenschrift)의 2차 대전 이후의 속판이다. 발렌틴 하인스(Valentin Heins)는 1945년 후에 창간인이다. 1947 이래 잡지는 현재의 이름으로 출간된다. 출판사는 체 하 벡(C. H. Beck)이며 변호사들에 의하여 편집된다. 편집부는 프랑크푸르트 암 마인(Frankfurt am Main)에 있다. 신법학주보 오프세트 방식으로 간행되며 법정책학잡지(Die Zeitschrift für Rechtspolitik, "ZRP")도 출간하고 있다.